# Sant Bartomeu i Santa Tecla
Sant Bartomeu i Santa Tecla és una església parroquial del segle xvii amb nombroses modificacions posteriors a Sitges. La figura asimètrica, en un turó que presideix la platja és una de les imatges més característiques de la vila.

## Història

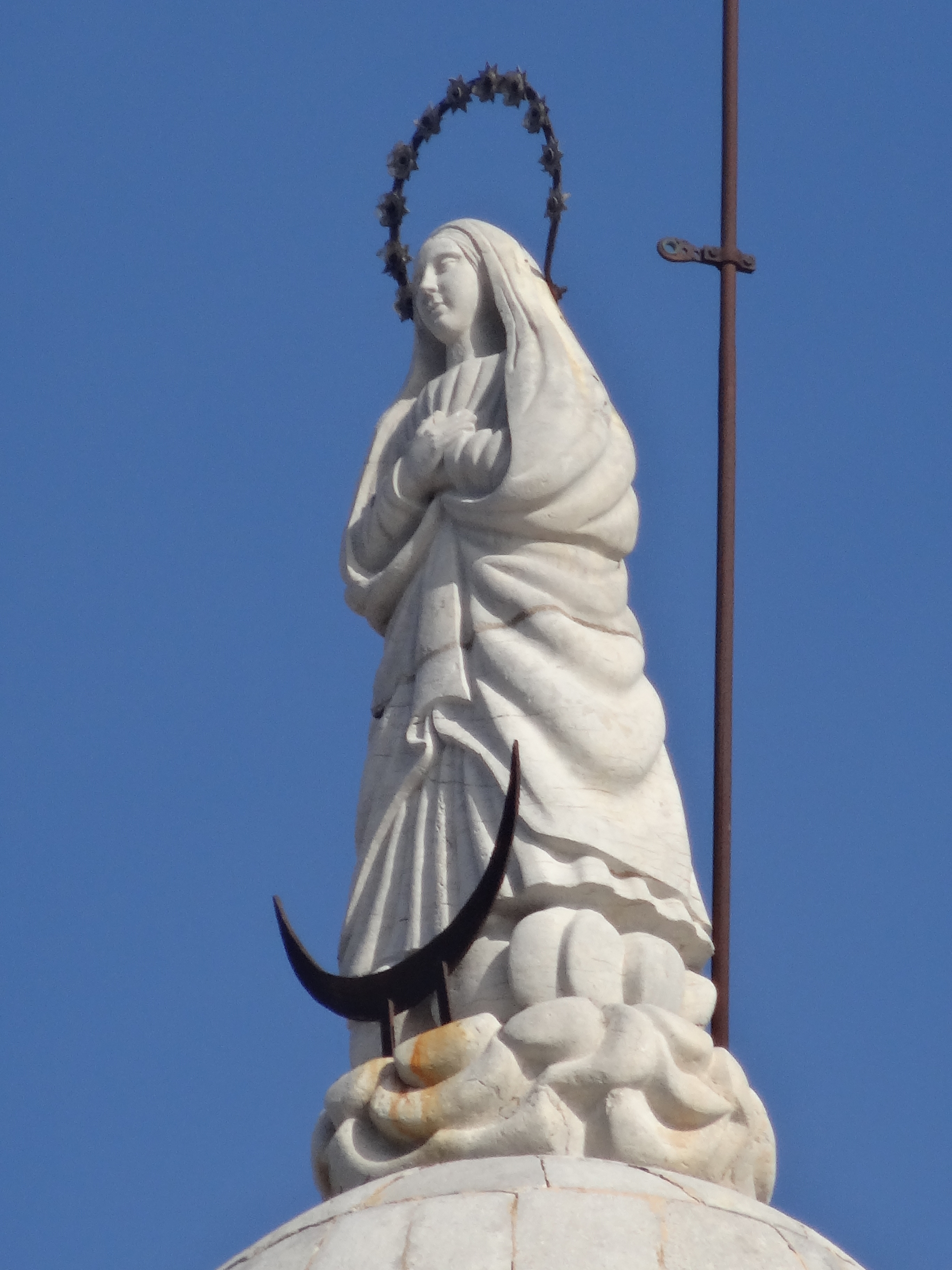
Remat del campanar ortogonal

Es tracta d'un temple barroc de tres naus amb volta de punt rodó reforçada per nervadures. Aquesta església és del segle xvii, i se situa en el mateix lloc que ja havia acollit dues esglésies anteriors, una de romànica i una de gòtica (del 1322) impulsada per Bernat de Fonollar, de la qual es coneix poc degut a la pèrdua de la documentació anterior al segle xvii. La construcció va començar el 1665 i l'església va ser beneïda el 18 de juliol del 1672. Un dels dos campanars, la torre del comunidor, és dos anys posterior; el 1868 s'hi van posar les campanes i el rellotge de la vila, un cop enderrocada l'antiga Torre de les Hores del carrer Major. Al segle xix es van fer novament obres d'importància: entre 1854 i 1856 es construí la capella del Santíssim i el 1868 es reformà el segon campanar, de planta octogonal.
L'església conserva diversos retaules. En primer lloc, la part central del retaule renaixentista (1499) de Sant Bartomeu i Santa Tecla, obra del pintor napolità Nicolau de Credença. Aquest fragment és el que queda de la taula central i representa els sants patrons de la vila. Substituí uns retaules gòtics de 1324 que Bernat de Fonollar va encarregar a Ferrer Bassa per a les capelles de Sant Miquel i de Sant Pere Màrtir, pels quals va pagar 300 sous barcelonins. Arran de la construcció de l'església barroca, fou traslladat al santuari de la Mare de Déu del Vinyet. En va tornar el 1939 per a ser instal·lat rere l'altar.

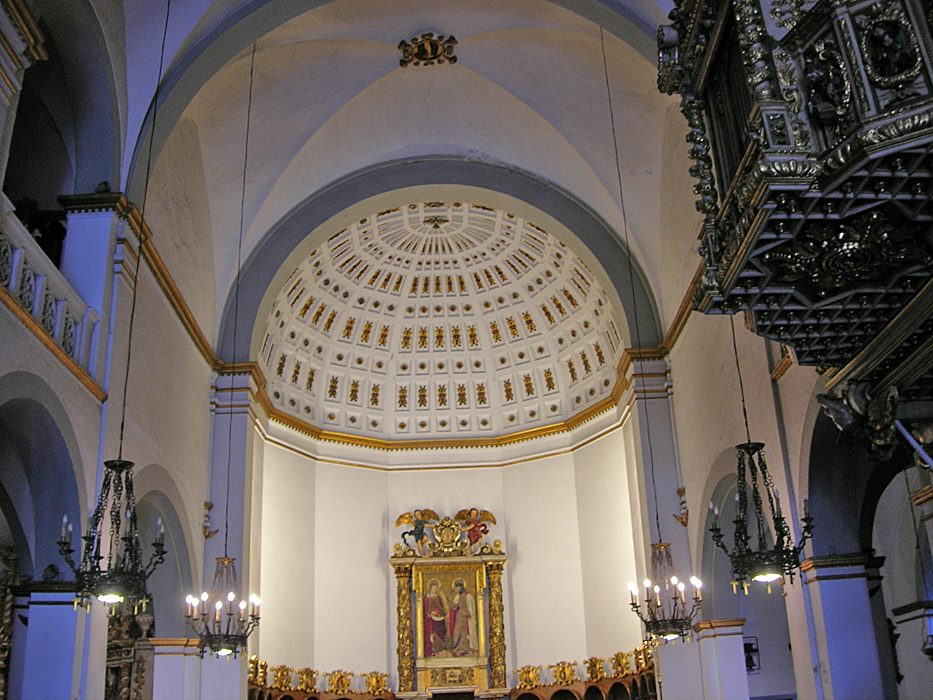
Volta de l'absis

Sota el cor es conserven dos sepulcres gòtics (anys 1317 i 1322) amb les restes de Bernat de Fonollar, Galceran de Ribes i Galceran de Pacs. El baptisteri i la capella lateral —dedicada a la Mare de Déu de Montserrat— mostren pintures de Pere Pruna. Entre el 1950 i el 1951, l'arquitecte Francesc Folguera i Grassi realitzà obres al cimbori i a l'altar major.
A banda de la nau i el creuer del temple, cal esmentar dues capelles del segle xix annexes: la de l'Ecce Homo i la del Santíssim (aquesta amb pintures modernes de Darius Vilàs, que també pintà el presbiteri, tot per encàrrec del filantrop americà Charles Deering). Per la sagristia es pot accedir a la capella de la Verge dels Dolors.

## Arquitectura

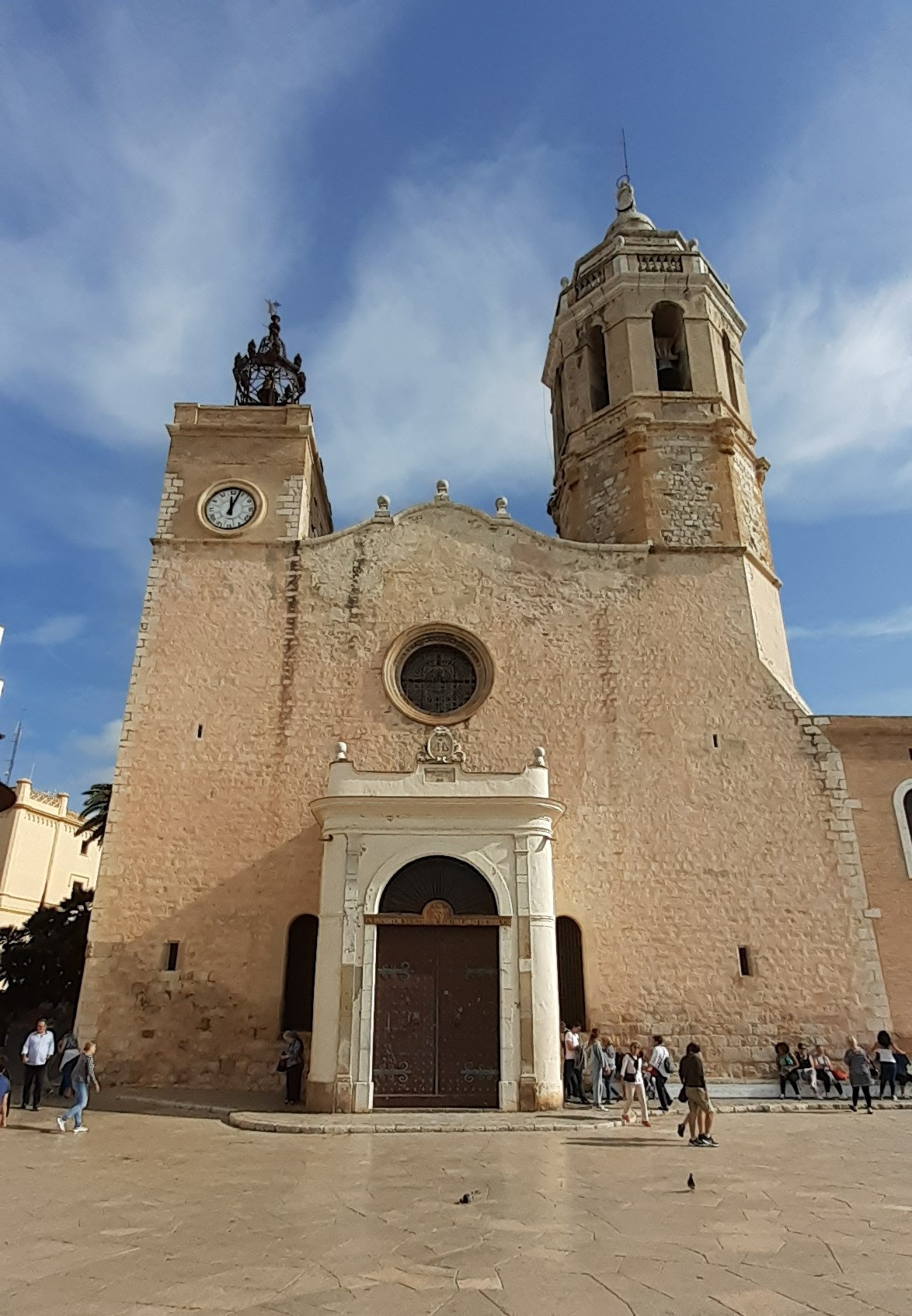
Façana principal

És un edifici de tres naus, la central més elevada amb capelles laterals i tribunes superiors. Té absis de planta poligonal i cor als peus. La coberta és sostinguda per arcs de mig punt. La façana principal presenta una façana avançada, amb tres portes d'accés d'arc de mig punt. La façana principal presenta una obertura circular superior i coronament sinuós amb cornisa i esferes.
El campanar, a la dreta de la façana, és de planta vuitavada i té tres cossos superposats; la imatge de la Puríssima n'ocupa el punt culminat. A l'esquerra s'eleva la torre del comunidor, de planta quadrada.
El conjunt es completa amb la capella del Santíssim, situada a la part dreta de l'església i que conté una sèrie de capitells corintis amb una gran decoració floral i unes figures d'àngels realitzades d'una manera suau. També hi ha un mural que representa l'escena del Sant Sopar, realitzada al segle xx per Darius Vilàs.

## Orgue

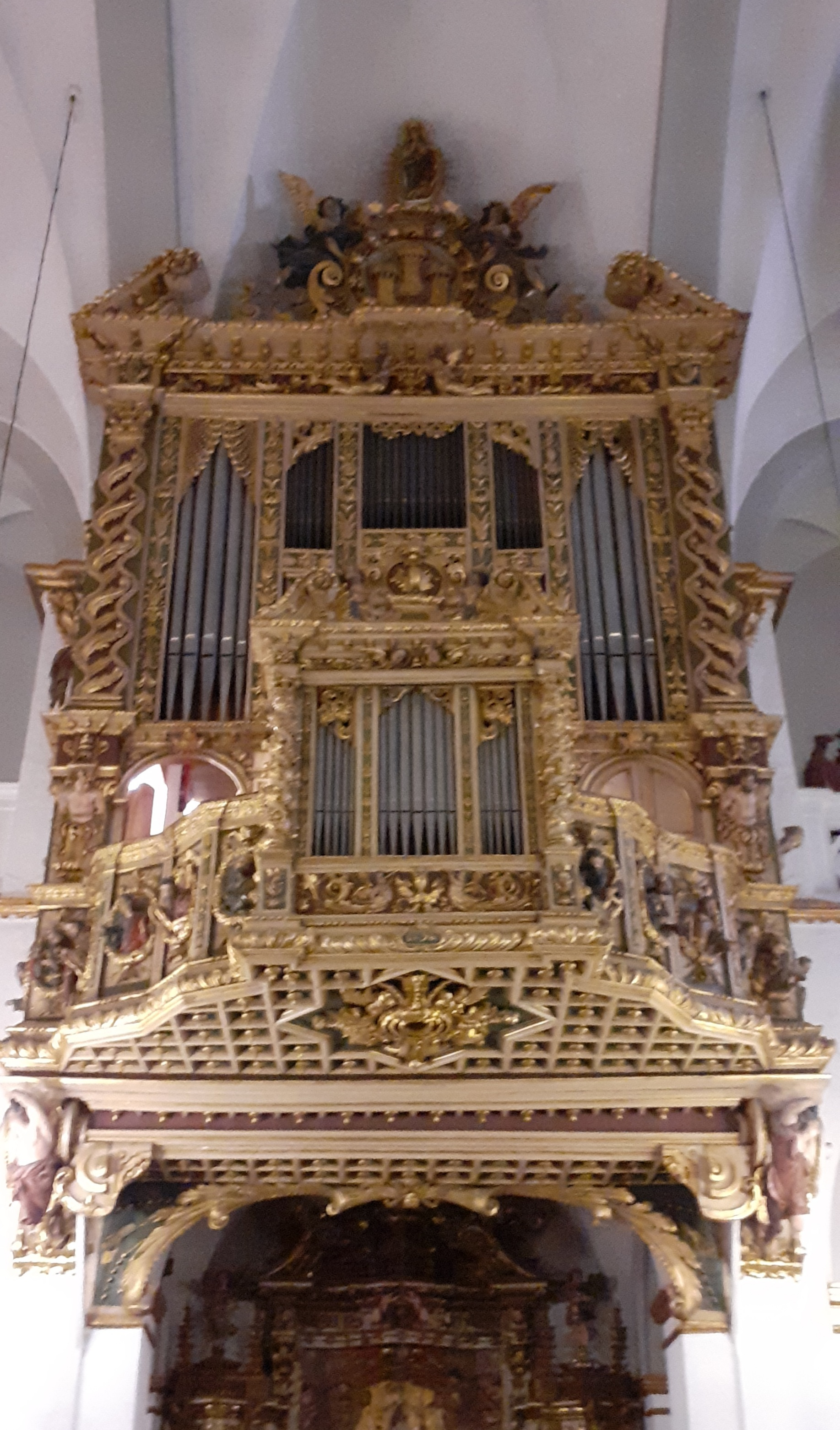
Vista de l'orgue

L'orgue barroc de l'església parroquial és al costat dret de l'església (mirant a l'altar), a la meitat de la nau, adossat a la galeria que corre al llarg d'aquesta. Ha estat estudiat modernament per l'escriptora Vinyet Panyella (vegeu l'apartat de bibliografia, i les seves investigacions han permès de datar-lo a la dècada del 1690, quan es registren diversos documents per a fer-lo. Primerament s'acordà amb l'orguener Bartomeu Triay, trinitari, la construcció de l'orgue. Posteriorment, el 5 d'octubre del 1695, la Universitat de Sitges signà un contracte amb l'escultor Joan Roig i Gurri perquè s'encarregués de la caixa de l'orgue. Dos anys més tard s'encarregà a Sebastià Font que pintés les portes de la caixa, que es dedicaren als patrons de Sitges, sant Bartomeu i santa Tecla. Al maig del 1699 es considerà l'orgue totalment acabat.
L'instrument és del model conegut com "de cadireta", amb un orgue petit situat per sota del gran. A banda i banda de la cadireta, dues baranes mostren les imatges dels apòstols, amb les cares mirant cap avall, com encoratjant els fidels al participació, i als dos costats de la caixa hi ha les escultures de quatre àngels músics. La part més elevada de l'orgue està constituïda per un fris i una cornisa, amb dos àngels que sostenen un medalló amb l'escut de Sitges, que sustenta al seu torn una imatge de la Immaculada Concepció. La part inferior de la base de l'orgue està formada com un sostre de quadrats, amb una estrella en posició central.
Vetlla per la conservació de l'instrument, alhora que organitza concerts per a promoure'l, l'Associació d'Amics de l'Orgue de Sitges, una entitat fundada el 1985 pel pianista, organista i compositor Josep Pagès i Busom (1946-2001).

## Retaules

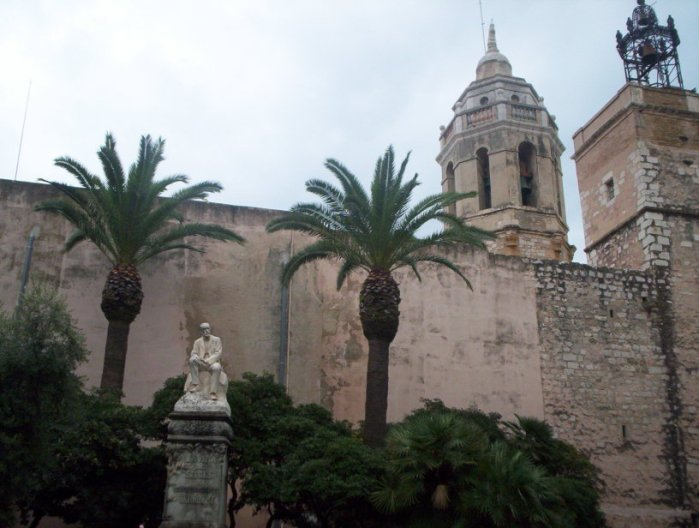
Vista del lateral nord

Els retaules barrocs de l'església han estat especialment estudiats per Isabel Coll (vegeu la bibliografia). Ocupen les capelles laterals al costat de la nau principal de l'església, amb l'excepció del retaule dels Dolors, en el braç dret del travesser del temple. A la banda esquerra de l'església, mirant l'altar, hi ha les capelles del Remei, de sant Elm i de sant Pere. A la dreta, la Immaculada i el Roser.

### Retaule del Roser
El retaule del Roser és el més antic dels conservats a la parròquia, del 1684, encara que d'estructura renaixentista. És coetani de molts altres d'arreu de Catalunya que la Confraria del Roser dedicà a aquesta advocació mariana.
L'estructura del retaule és de tipus matricial, amb cinc columnes d'imatges separades entre elles per columnes salomòniques guarnides amb ocells i pàmpols. En el bancal o predel·la (la zona més propera a l'espectador) es representen misteris de Dolor, amb l'excepció del tema central, l'Adoració dels Mags (aquesta inclusió se suposa que reflectia el paral·lelisme entre el gest d'ofrena dels Reis i la mateixa Confraria, que oferia el retaule a la Verge). Per dessobre el bancal hi ha el primer pis, amb una imatge moderna de la Verge en l'àmbit central. Aquesta imatge substitueix una que el 1936, durant la guerra civil, fou llançada al mar. Als costats de la imatge hi ha quatre escenes que transcriuen els misteris de Goig, i per sobre d'aquestes, quatre medallons amb imatges dels Pares de l'Església sant Gregori, sant Jeroni, sant Agustí i Ambròs de Milà.
En el segon pis hi ha una imatge central que representa la Coronació de Maria, amb dues imatges a banda i banda representant els misteris de Glòria. En la part més alta del retaule, l'àtic, se situa el Calvari, flanquejat a les bandes per dues imatges: una de la Mare de Déu, al costat de l'Evangeli –l'esquerra-; i l'altra, a la banda de l'Epístola –la dreta-, de l'arcàngel sant Gabriel, il·lustrant ambdues imatges l'escena de l'Anunciació.
La manufactura del retaule evidencia diverses mans, unes més destres que les altres. Això vindria donat perquè la feina del retaule s'encomanà a un taller d'escultura, amb els mestres fent el plànol general i executant-ne les imatges més compromeses, i el personal del taller portant a terme les figures i ornaments secundaris.

### Retaule de Sant Elm

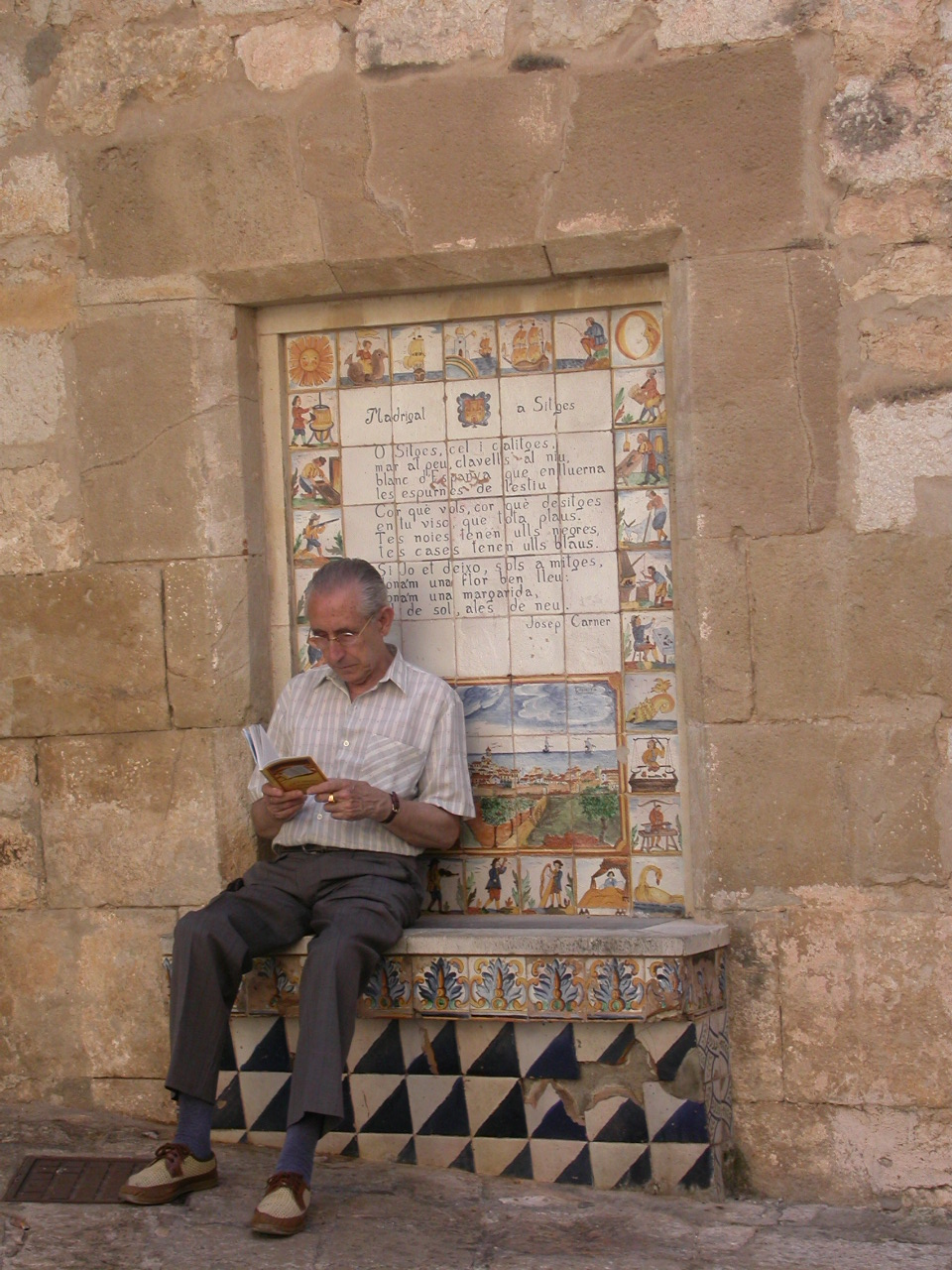
Plafó ceràmic amb el Madrigal a Sitges de Carner en el lateral nord

Construït el 1688, l'estudiosa Isabel Coll l'atribueix a l'escultor barceloní Jaume Tremulles, autor de treballs similars. En l'actualitat el retaule està força canviat respecte a la disposició primitiva, donat que hi manquen les escultures dels sants Gregori, Jeroni, Agustí i Ambròs, Pares de l'Església, i que la imatge de sant Elm també és de confecció moderna. Aquest retaule és una mostra de l'interès barroc per executar conjunts molt dinàmics, amb molt de moviment. Reflectint la vinculació de sant Elm, patró dels mariners, amb el mar, el retaule està decorat amb quantitat d'elements com peixos, àngels cavalcant mostres marins, formes vegetals marines i altres de semblants. En la predel·la, o bancal (la part just a sobre de l'altar), el tema central és la consagració episcopal de sant Elm, flanquejada per dues imatges representant el principal temor dels mariners: vaixells en destret per una tempestat a la dreta, un naufragi a l'esquerra amb la figura de sant Elm com a protector de navegants.
El retaule gaudeix d'una excel·lent policromia, obra del daurador vilafranquí Francesc Cervera, com ho certifica el contracte que aquest signà el 29 de juny del 1691 amb els administradors de la Confraria de Sant Elm per a realitzar-la abans de la Pasqua següent.

### Retaule de la Verge dels Dolors
Aquest està dedicat a tres advocacions alhora: la Mare de Déu dels Dolors, el Sant Sepulcre i sant Francesc de Paula. Com ho testimonia un document de l'Arxiu Diocesà de Barcelona, la Universitat de Sitges signà el 3 de maig del 1699 un contracte amb l'escultor Joan Roig i Gurri per a la realitzar un retaule per la capella dels Dolors, que necessàriament havia d'incloure la imatge del Sant Sepulcre. El pagament de 500 lliures procedí del dret de la sal i d'una aportació de Joan Llopis, prevere i rector del Vendrell, que posà per condició que una part del retaule també havia d'estar dedicada a sant Francesc. Els treballs d'estofat i daurat foren obra de Joan Muxí.
El retaule està presidit per una imatge de la Verge, en l'espai central, per dessobre del Sant Sepulcre emplaçat sobre l'altar. Als costats de la Mare de Déu es troben quatre talles en alt relleu molt expressives mostrant moments dolorosos de la seva vida: l'anunci de Simeó, Jesús perdut i trobat entre els doctors, la fugida d'Egipte i Jesús camí del Calvari. Flanquejant la imatge superior central de sant Francesc de Paula es troben dos relleus que representen episodis de la seva vida. Al 21 de juliol de 1936 fou destruïda la imatge de la Verge dels Dolors, que se substituí el 1948 per la figura actual, una Pietat, obra de l'escultor sitgetà Pere Jou; i el 1946 s'encarregà un nou Sepulcre, que reemplaçà el llançat al mar durant la guerra civil, i pel que es pogué utilitzar el cap original del Crist, que hom pogué recuperar.

### Altres retaules
- Retaule de la Immaculada Concepció. Datat el 1694, es diferencia de retaules com el del Roser, amb una estructura reticulada i amb elements d'un per similar; en aquest, la imatge central té més de la meitat de l'amplada total del retaule, dominant del tot la visió de l'espectador. La imatge de la Immaculada i els àngels que en formen la peanya són recents, posteriors a la guerra civil.

- Retaule de la Verge del Remei. Del 1695, possiblement del mateix taller que el retaule de sant Elm, per bé que els treballs per daurar-lo s'estengueren fins a disset anys després, pel cap baix. La imatgeria del retaule ha estat considerablement modificada modernament. Inicialment estava dedicat a dues advocacions, que ocupaven els dos llocs centrals, la Mare de Déu al pis inferior, sant Magí al pis superior. En l'actualitat, la Verge del Remei ocupa la fornícula central superior, mentre que sant Josep ocupa el lloc d'honor inferior. La imatge de sant Magí ha passat als laterals, amb altres figures de sant Elisabet, santa Teresa, sant Joan Baptista, sant Isidre i sant Sebastià.

- Retaule de Sant Pere. La devoció a aquest sant ve de lluny: Bernat de Fonollar llegà el 9 de juny del 1326 un benefici que determinava que a l'altar de sant Pere se celebrés missa diària en recordança d'ell i la seva família; la dotació procedia d'un rèdit sobre el castell de Campdàsens. Part del retaule actual és del segle xvii (les dues fornícules laterals del pis mitjà i la predel·la, formada per tres relleus), i la resta és del 1839, quan hom hi afegí les imatges que mancaven al conjunt. La part més interessant és la del bancal, que retrata tres moments de la vida del sant.

- Retaule de Sant Ramon de Penyafort. Format per una amalgama de peces del segle xvii i d'altres de molt posteriors, es compongué als anys 80 del segle passat com a estructura pròpia.

## Galeria

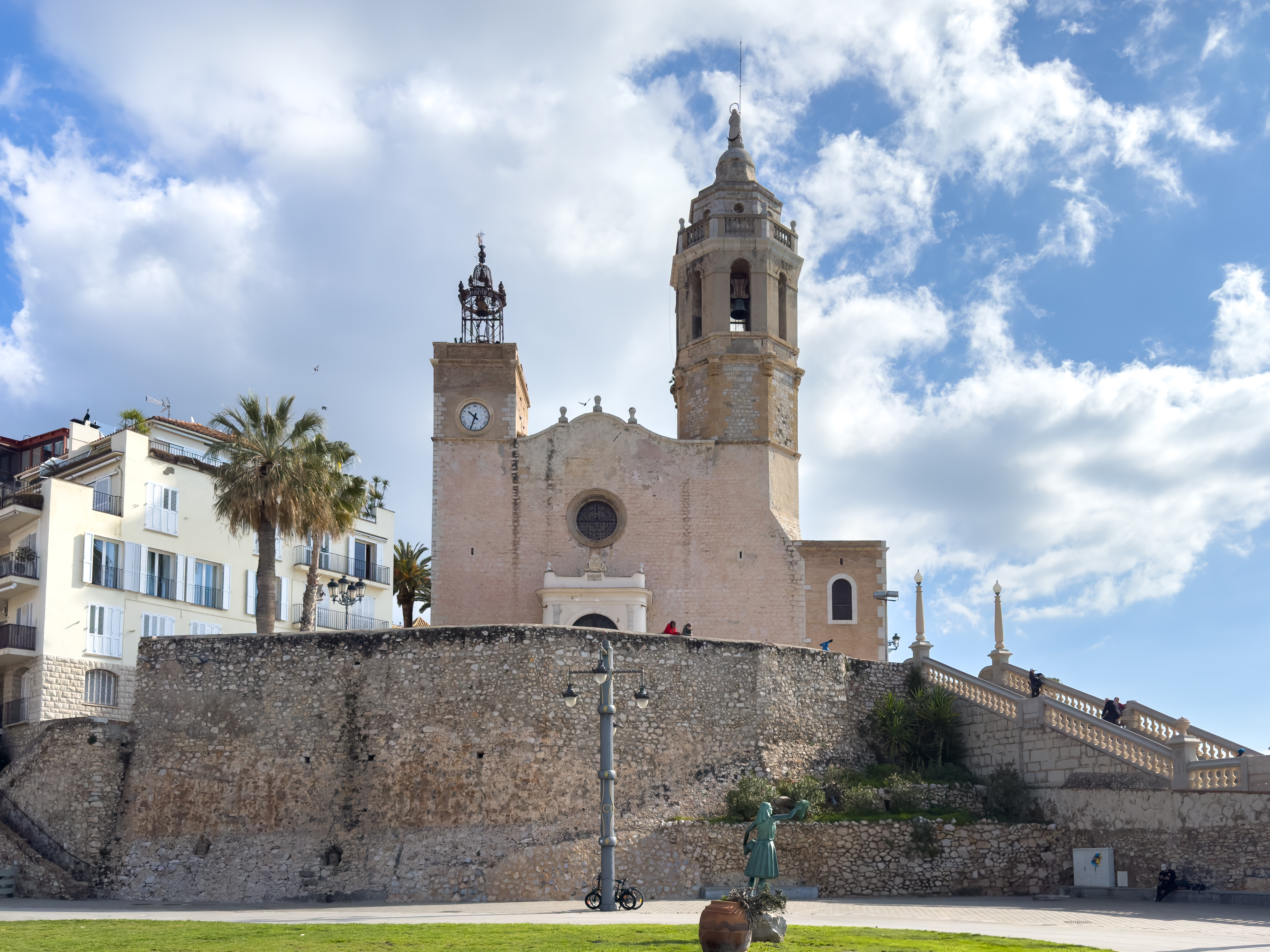
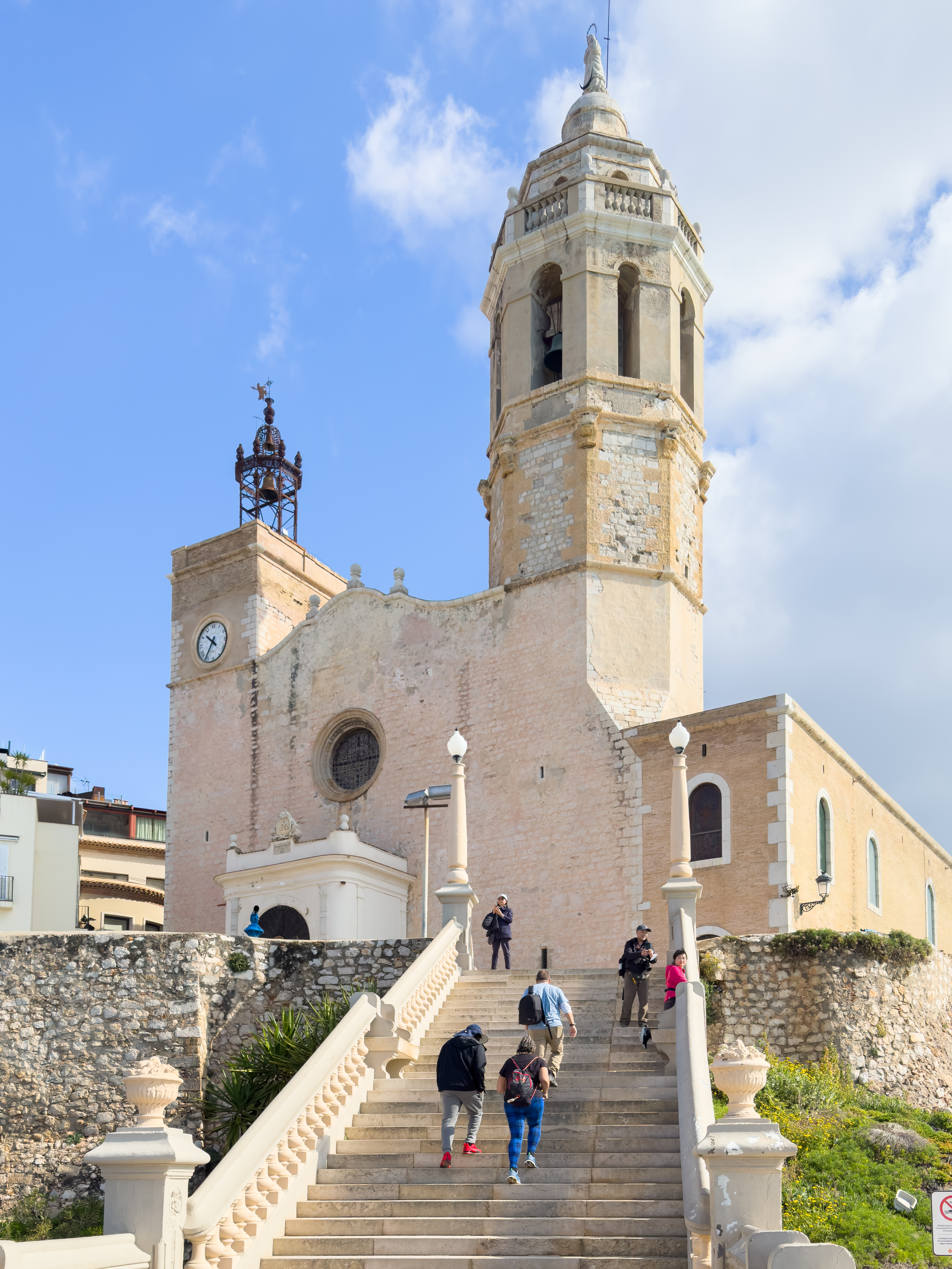
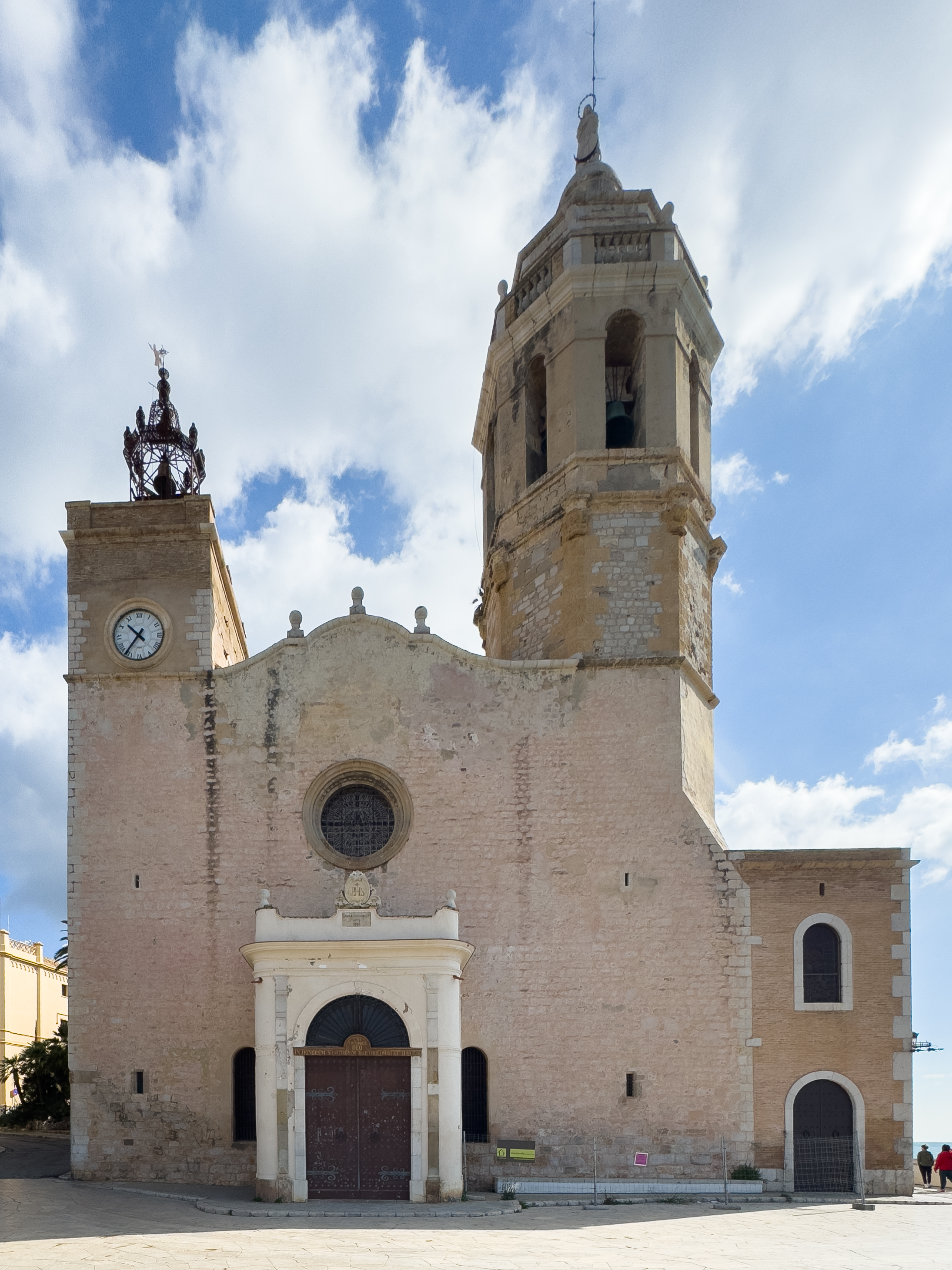
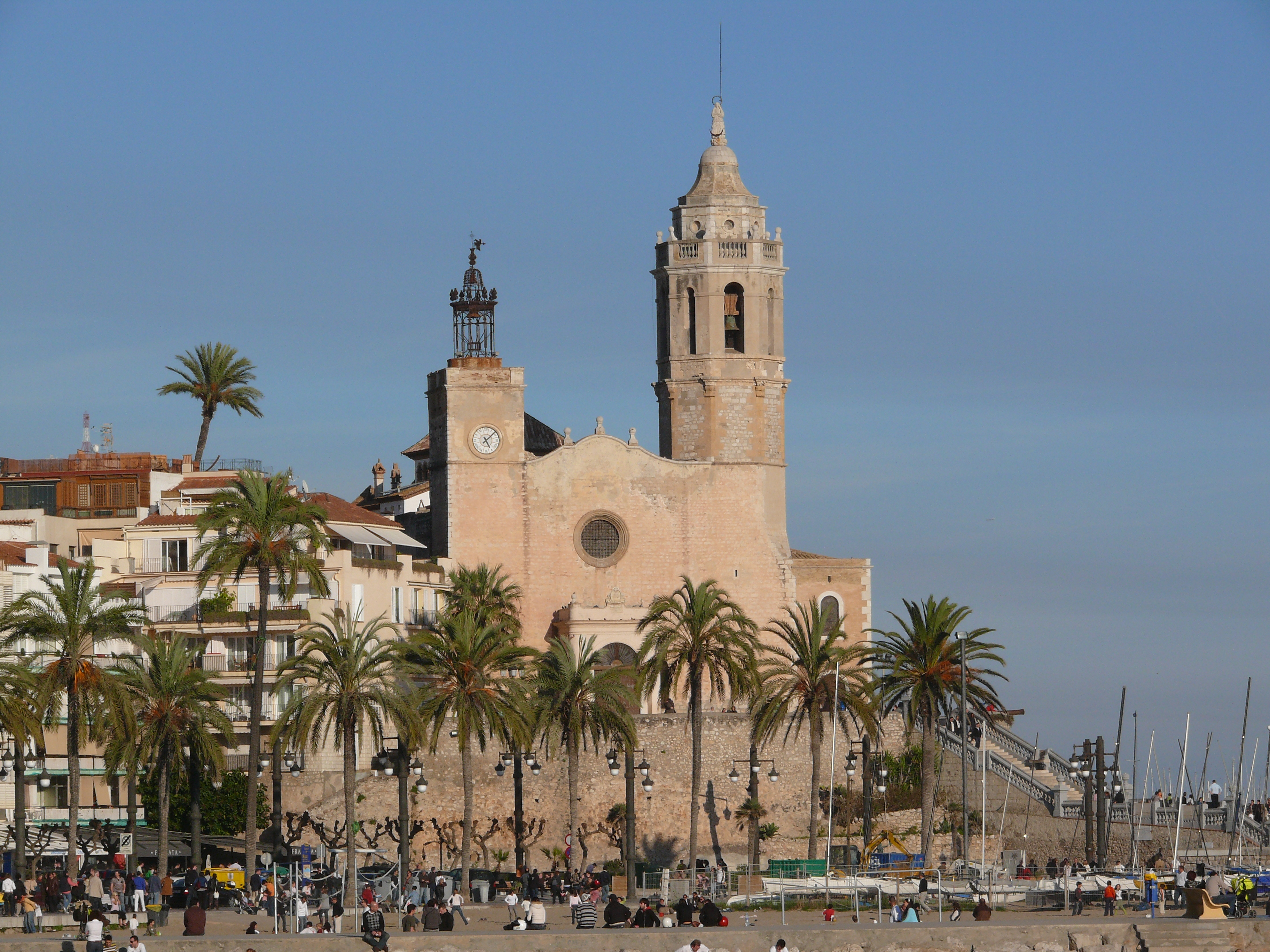